# Nina Bracewell-Smith
Nina Bracewell-Smith (ur. 14 listopada 1955 w Nowym Delhi) – brytyjska bizneswoman. Była głównym udziałowcem i byłym dyrektorem angielskiego klubu piłkarskiego Arsenalu Londyn.
Urodzona jako Nina Kakkar w Nowego Delhi, jest córką indyjskiego dyplomaty. W 1996 r. wyszła za mąż za czwartego baroneta Charlesa Bracewell-Smitha, syna byłego dyrektora generalnego Arsenalu George'a Bracewell-Smitha, który pełnił tę funkcję od maja 1953 r. do września 1976 r. George Bracewell-Smith jest synem prezesa Arsenalu w latach 1948-1962 Bracewella Smitha. Przez pewien czas pełniła obowiązki dyrektora Arsenalu FC, jednak postanowiła sprzedać swoje udziały.
Bracewell-Smith wraz z mężem zajmują 751. miejsce na Liście Bogaczy 2008 Sunday Timesa z majątkiem rodzinnym wynoszącym 108 milionów funtów. Ona sama zajmuje 44. miejsce na liście najbogatszych Brytyjczyków azjatyckiego pochodzenia według Sunday Timesa i 72. na liście kobiet Europejskiej Listy Najbogatszych.